# 東木辻町
東木辻町（ひがしきつじちょう Higashikitsuji-chō）は、奈良県奈良市の中央部、市街地の南部に位置する地区である。郵便番号は630-8327。

## 地理
奈良市の中央部、市街地の南部に位置する地区である。
主に住宅地が広がっているが、寺や旅館、喫茶店や料亭なども地区内にある。
奈良町都市景観形成地区に含まれており、古くからの街並みが残る地区である。井原西鶴の好色一代男にも登場する、300年余り続いた木辻遊郭が存在した。

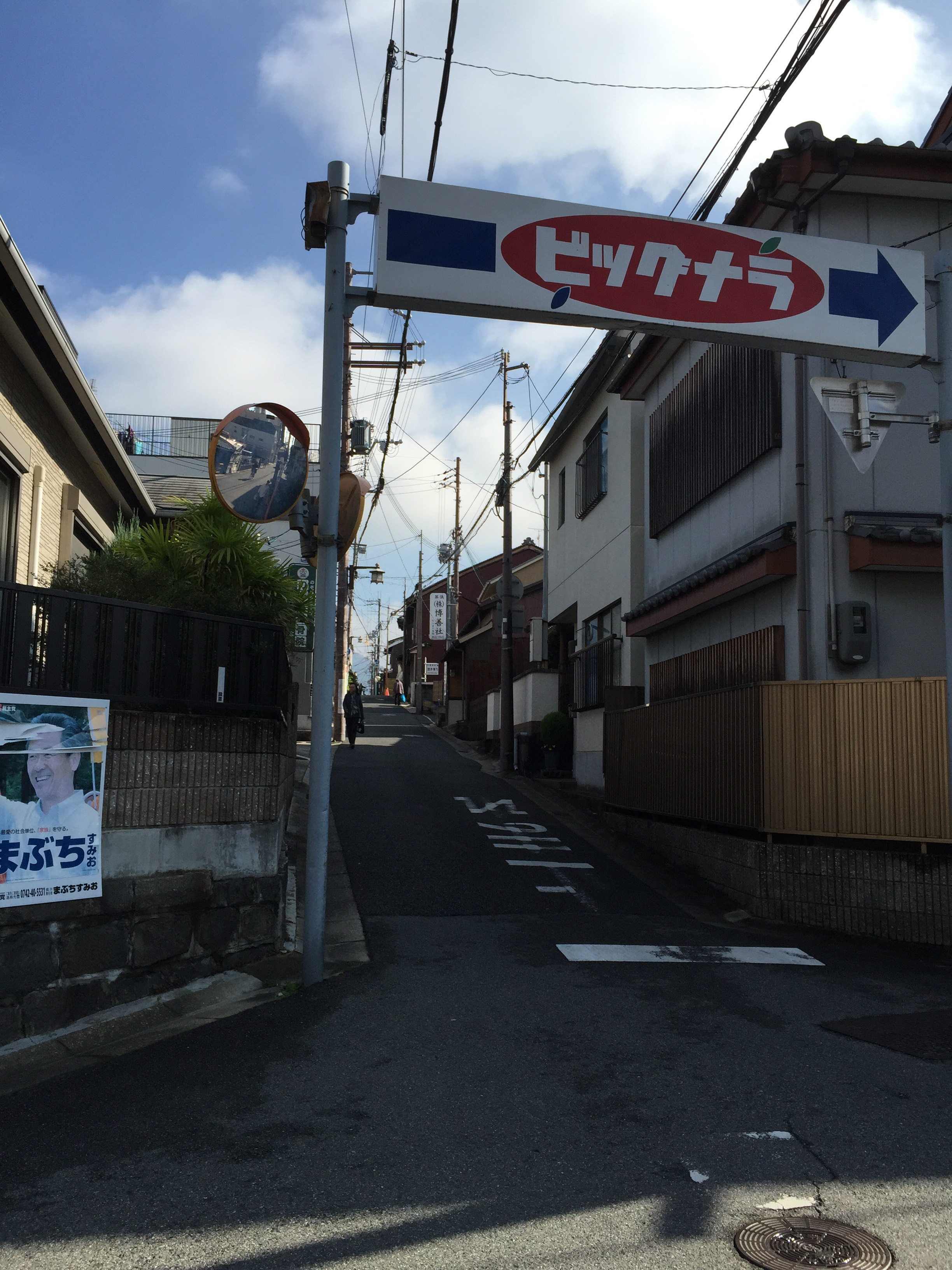
東木辻町の街並み

北は鳴川町、東は三棟町・花園町、南は瓦堂町・京終地方東側町、西は西木辻町と接している。

### 地名の由来
東木辻町とは、1889年（明治22年）から現在の町名である。
慶長のころ（16世紀末から17世紀初頭にかけて）、現在の東木辻町に辻堂があり、そこに地蔵菩薩を安置していた。その傍に一本の大樹があったので木辻と呼ぶようになった。
西の木辻村が西木辻町を改称したのに対応して、木辻町を東木辻町と改称した。

## 歴史

### 沿革
若い人や僧侶、奈良に訪れる旅人や商人の憩いの場として発展した。起こりは桃山時代とも言われる。奈良の各所に存在した遊廓を、町の風格が壊れてしまうことを理由に豊臣秀吉が今の東木辻町一帯に集めたとも言われる。
1989年（明治22年）木辻町から東木辻町へと改称。
1909年（明治42年）、奈良への陸軍歩兵第53連隊の設置に伴い、近くにある東木辻町は一層にぎわいを見せる。1945年（昭和20年）、終戦後軍の慰安所として多く利用されていたが、1957年（昭和32年）、公娼廃止の売春禁止法の施行により、多くの店が旅館や喫茶店に転化した。

## 施設

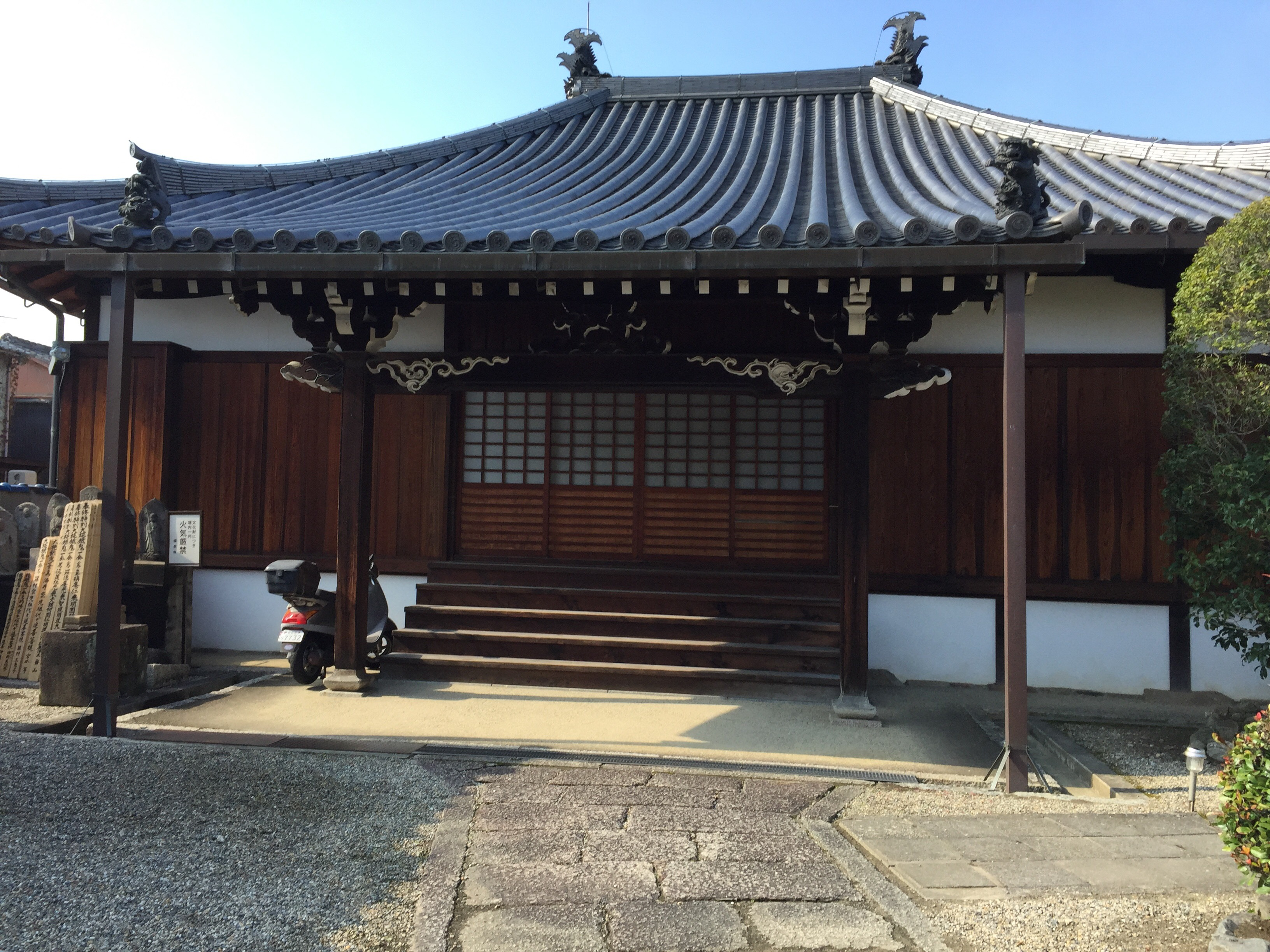
称念寺本堂

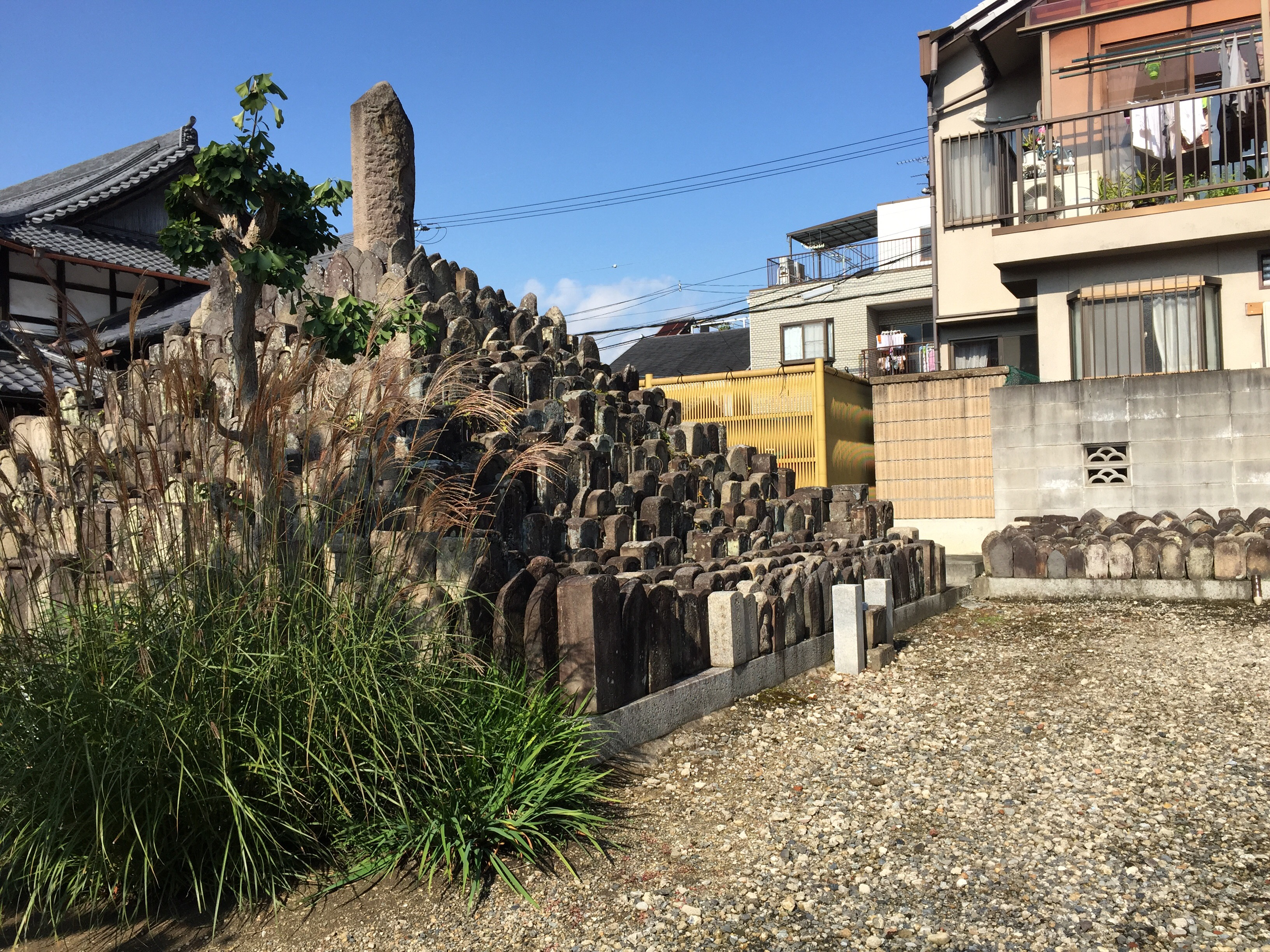
称念寺の無縁塔

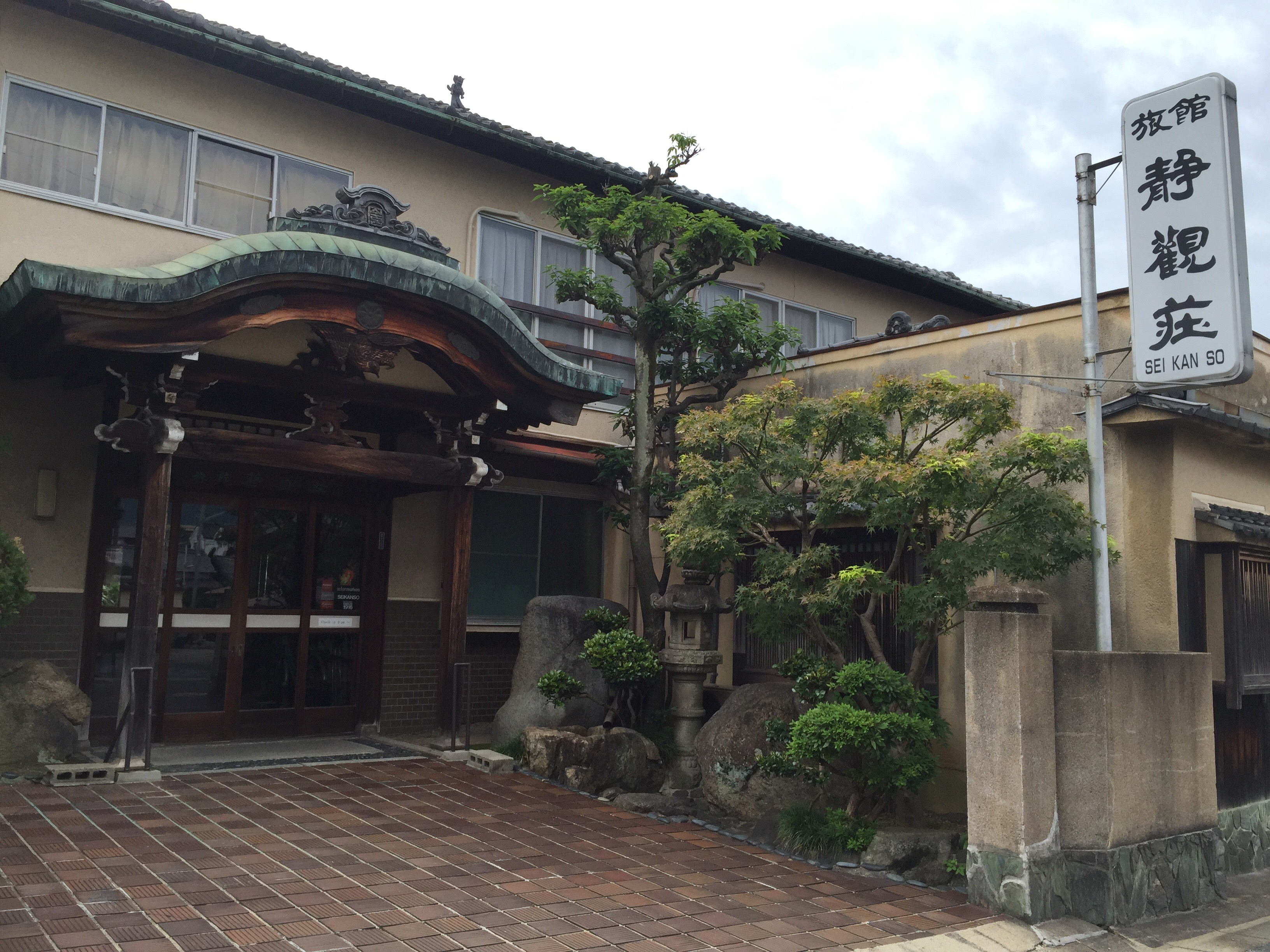
奈良市東木辻町にある旅館静観荘。

- 称念寺[1]

- 旅館静観荘

- ビッグ・ナラ

## 交通

### 鉄道路線
なし

### バス
- 奈良交通
  - 市内循環バス　北京終町が最寄りである。東木辻町中心部より徒歩約5分のバス停。

## 小・中学校の学区
- 奈良市立済美小学校、および奈良市立春日中学校の学区に属する[2]。